# خاکشیر تلخ ادراتوم
خاکشیر تلخ ادراتوم (نام علمی: Erysimum odoratum) نام یک گونه از سرده خاکشیر تلخ است.